# Микросёги
Микросёги (яп. 五分摩訶将棋, гофун мака сёги: «5-минутные (алые) шахматы с маком») — современный вариант сёги (японских шахмат) с различными правилами превращений.

## История
Керри Хэндскомб (англ. Kerry Handscomb) из NOST присвоил наименование игры на английском языке. Хотя это и не подтверждено, изобретение игры приписывается Ояме Ясухару. Достоверно известно, что игра была изобретена до 1982 года.

## Описание
Два игрока играют на доске, разлинованной на сетку из 4 столбцов и 5 рядов. Ячейки не различаются по маркировке или цвету. У каждого игрока есть набор из 5 клиновидных фигур:
- король
- слон
- золотой генерал
- серебряный генерал
- пешка

Правила игры идентичны стандартным сёги с некоторыми исключениями, а также изменениями в правилах превращений.